# Cotorro
El Cotorro es un municipio situado en el extremo sur de la la provincia La Habana, en Cuba.

## Historia
En el siglo XVI como parte del proceso de mercedación de tierras por los conquistadores surge en esta zona el corral llamado Jiaraco que posteriormente experimenta un proceso de fragmentación o parcelación. A principios del siglo XVIII, José de Bayona y Chacón, conde de Casa Bayona, hereda treinta y cuatro caballerías de tierra del Corral de Jiaraco y del ingenio "Quiebra Hacha". 
En 1727, producto de la despiadada explotación a que eran sometidos los esclavos de la dotación del Ingenio “Quiebra Hacha”, ocurre la sublevación de estos, la cual fue ahogada en sangre por las autoridades.
Es por ese tiempo que el conde de Casa Bayona (título concedido por Felipe V, de España a José Bayona) enferma y queda postrado sin poder caminar. Un fiel esclavo conocedor de las propiedades curativas de las aguas del manantial “La Mina”, situado en las tierras del conde, le cura la dolencia. En justo pago, El conde le concede la libertad al esclavo y promete fundar una ciudad en aquel mismo lugar.
El 23 de marzo de 1728, el conde de Casa Bayona dirige una carta al rey de España pidiendo autorización para fundar una ciudad que se haría con fondo de su peculio, cediendo para establecerla dos caballerías de tierra inmediatas a su residencia.
El rey Felipe V de España concede la autorización al primer conde de Casa Bayona para la fundación de Santa María del Rosario siendo una de las cuatro ciudades condales que disfrutaban de este honor concedido por los monarcas españoles. El 25 de enero de 1733 es la fecha que marca por tanto la fundación de Santa María del Rosario.
En enero de 1733 se eligen las primeras autoridades y se establecen las 30 primeras familias en el área que ocupa actualmente el poblado de Santa María del Rosario. En este mismo año se edifica la primera iglesia de madera, hasta que entre 1760 y 1766 se levanta la monumental parroquia que aún existe, conocida como “La Catedral de los Campos de Cuba” y declarada en dos ocasiones- 1946 y 1984- Monumento Nacional.
Con el desarrollo del poblado surgieron otros barrios adyacentes como Cambute, Grillo, San Antonio, Cambute y San Pedro del Cotorro.
Por la necesidad apremiante de una vía de comunicación que facilitara el tránsito de zonas cercanas de Santa María del Rosario a la capital, se creó un camino primitivo que se enlazó con la Calzada de Güines, donde se fabricó una bodega que fungió como posta para diligencias y luego, en el año 1822 se convertiría en un caserío. Es así como la tradición popular comienza a llamar al lugar por el nombre de Cotorro.
El origen del otro poblado conocido como Cuatro Caminos y que hoy forma parte del municipio, data del 1860, cuando a la orilla del camino La Habana - Güines, en la intersección de la carretera que va a Managua, Domingo Fresneda, un rico hacendado de la zona, construye una taberna que sirvió de alojamiento y descanso a los transeúntes que recorrían este tramo. En las cercanías de esta vivienda varios campesinos construyeron casas de madera y guano, que originan así el poblado, incendiado en año 1896 por las tropas del Ejército Libertador. En ese mismo año, debido a la reconcentración dictada por Valeriano Weyler resurge el caserío.
Una de las características de este territorio es que cuenta con una de las ciudades coloniales más antiguas de la provincia y del occidente de la isla: Santa María del Rosario. La ciudad condal, o Ciudad Diminuta como la bautizara Don José María Chacón y Calvo, VI Conde de Casa Bayona e ilustre hijo de esta ciudad.
El núcleo principal del poblado conserva casi intacta la fisonomía de aquella época de pequeña ciudad colonial aunque existen otros lugares de interés y hechos históricos que mantienen latente la importancia de este hermoso paraje.

## Geografía

### Geología
La Geología del territorio se encuentra representada fundamentalmente por depósitos y rocas del Período Neógeno, siguiéndole por su orden de abundancia depósitos del período Cretácico (Kr), del período Paleógeno (PG) y del Cuaternario (Q), todos los cuales se pueden agrupar atendiendo a su composición sin tener en cuenta su datación cronológica en cinco grupos fundamentales, depósitos terrígenos, carbonatados (representado por areniscas de diferentes tipos secuencia de composición arcillo arenosa, arcillas de alourolitas y margas de color cremoso), depósitos carbonatados (representados por calizas organógenas de aspecto masivo, organógenas detríticas, coralinas, margas calcáreas que transicionan de unas a otras, en todas direcciones), rocas del complejo efusivo-sedimentarias (representadas por todas que aparecen en la Loma de la Cruz en Santa María del Rosario), rocas del complejo (representadas por ultramafitas serpentinizadas que afloran en la Cantera de los Perros), depósitos aluviales indiferenciados (representados por una secuencia arcillo-cremosa que ocupa el fondo del Valle del Río Almendares.

### Físico - Geográficas
Una de las características físico-geográficas más significativas es el relieve, ya que este influye grandemente en la trama urbana de los asentamientos poblacionales, el relieve característico del territorio es el de llanuras planas, onduladas y colinosas con alturas entre 60 y 120 metros sobre el nivel del medio mar, en Sistemas de Bloques en estratos sub-horizontales, monoclinales y centros clinales, con predominio de los procesos exógenos, erosivos acumulativos ubicadas en la región Habana-Matanzas en las denominadas llanuras Ariguanabo - San Juan Almendares, estas llanuras son denominadas también como llanuras de Zócalo, denotativas, onduladas o discocionadas. Las mismas se encuentran ocupando parte del sinclinal Almendares.

### Suelos
El territorio del municipio se encuentra cubierto por una gran variedad de suelos, los cuales se encuentran estrechamente relacionados con la litología subyacente y las formas del relieve los mismos se pueden agrupar por su tipo y en orden de abundancia en, ferralíticos, pardos, hidromorfos, forcialíticos, y húmicos carbonaticos. Los cuales atendiendo al material sobre el cual se desarrollan y su uso agrícola se pueden también clasificar en: latolizados (desarrollados sobre calizas duras), calcáreos (desarrollados sobre calizas blandas y areniscas) y arenosos (sobre materiales transportados y cortezas de meteorización ferratilizada o caolinitizada).
Presentando la mayor capacidad agrológica o agroproductiva categoría I y II los suelos de los grupos, ferraliticos o pardos, el resto se encuentra entre las categorías III y IV, o sea, suelos aptos para cultivos con limitaciones y aptos solamente para pastos.

### Clima
El clima se caracteriza por un marcado régimen de lluvias y temperaturas, poseyendo un período de seca que corresponde con el invierno y otro húmedo que corresponde con el verano, según Koppen es del tipo Tropical Húmedo de Sabana. Los datos climáticos expuestos corresponden pertenecen a la estación agrometeorológica de Jamaica, ubicada a 12 km.
Al este del territorio en el municipio vecino de San José de las Lajas. La lluvia promedio anual es de 1567,8 mm pudiendo diferenciar dos períodos, uno de lluvia que se corresponde con los meses de mayo-octubre, con una media de 1208,7 mm y otro de seca que se corresponde con los meses de noviembre-abril, con una media de 359,1 mm.
La temperatura promedio anual es de 23,7 °C, siendo el mes más frío el mes de enero con una media de 19,8 gc y el mes más caluroso el de agosto con una media de 26,5 gc. La media de las máximas es de 29,0 °C. La cantidad de días promedio anual de lluvia es de 127 días. La humedad relativa promedio anual es de 81,7% y la dirección predominante de los vientos es del este y la velocidad promedio es de 6,64 km/h.

### Fauna
La fauna cubana representa un alto grado de endemismo y biodiversidad condicionado por su evolución geológica. La condición de archipiélago y la insularidad del territorio ha determinado la casi total ausencia de grupos de gran tamaño tanto de mamíferos como de herbívoros. Esto también ha contribuido a la existencia de grupos muy numerosos como: arácnidos, reptiles, moluscos, las mariposas, las aves y en menor números pequeños mamíferos.
El territorio del municipio posee una zona que le corresponde un medio ambiente urbano al cual la mayoría de los organismos que se han adaptado son especies de categoría biogeográficas cosmopolitas.
Según la Regionalización Zoogeográfica de Cuba al territorio del municipio Cotorro se encuentra en la subprovincia Cuba-Bahamas Occidentales, Cuba Central, (Habana-Matanzas). En la cual se localizan las comunidades faunísticas terrestres de fauna antropogénica.
Dentro de los mamíferos endémicos que abundan en el territorio encontramos: Orden Chiroptera (Murciélago) amphisbaena cubana, análisis equestris, tropidophis, análisis porcatus, cadea blaniodes y otros. Mariposas diurnas, papilla caiguanabus, papilla exynus, hypna efhigenia, burca con color chorantus radians, asbolis capucinus y otros.
Aves se cuenta con: Falco sparverioides (Cernícalo). Codenus virginious cubensis (Codorniz). sturnella magna hipperepis (Sabanero). Tochomis phoenicobiairadil (Vencejo de palma).

### Vegetación
Finca Eulogio (popularmente llamada Finca de los Espiritistas). Única reserva boscosa del municipio
La vegetación originaria era de bosques tropicales latifolios del tipo subperennifolios semidociduo (Mesofolio típico). La vegetación actual es del tipo cultural (de pastos con focos de cultivos y vegetación secundaria de matorrales y comunidades herbáceas).
En el territorio del municipio encontramos los siguientes tipos de comunidades: por orden de ocupación del territorio, Comunidades Herbáceas (representadas por el complejo de sabanas autropicas y pastizales) donde el tipo de especie está muy relacionado con el suelo, tenemos especies como la Hierba de guinea, Hierba de la sangre, Malba de caballo, Dormidera, Guisazo de caballo, cultivos representado por Boniato, Calabaza, Yuca, Plátano, etc. Vegetación de ruderal, que constituye todas las especies que se encuentran en la zona urbanizada donde encontramos especies como el framboyán, el almendro, etc. Vegetación de lagunas y vías donde encontramos que la vegetación más importante es el macio. Comunidades Arbustivas, donde tenemos formaciones de matorrales secundarios donde se destaca por su amplia difusión el Marabú y la Aroma, además de existir elementos relictitos de vegetación natural como la lantama trifolia.
Comunidades Arbóreas representadas por comunidades de plantaciones donde aparecen plantaciones de cítricos, plantaciones de Mango, de Majagua, aparecen como cortinas rompevientos, Tamarindo, Casuarina, Ocuje, etc. Bosques secundarios de poca aparición en el territorio y se encuentran representados por plantaciones que relativamente corto tiempo de espacio fundamental la toca. Bosques Galería localizado en los bordes de las márgenes de las corrientes fluviales formado por una vegetación arbórea de altura entre 10 y 15 m donde se destaca la Uña de Gato, Laurel, La Guásima, La Palma Real, El Almácigo, etc.

### Hidrografía
La hidrografía se encuentra representada por el río Almendares y sus afluentes, los cuales con su cuenca ocupan el 90% del territorio, dentro de los afluentes tenemos El Jicotea, El Chaelote, El Limón y El San Francisco, algunos de los cuales son corrientes efímeras y otros corren todo el año, porque se alimentan de las aguas residuales de la zona residencial, todos los que suman más de 52 km. lineal de corrientes superficiales, pero lo más importante es la ubicación del territorio del municipio sobre una parte de la importantísima cuenca de aguas subterráneas de Vento, perteneciente a la región hidrogeológica de las Cuencas Interiores y la subregión Almendares continua a la cuenca del río situada en la estructura sinclinal del mismo nombre con recursos hídricos limitados y que se encuentran en rocas calizas del mioceno, con una capacidad acuífera del área de la cuenca de entre 100 y 500 millones de metros cúbicos al año. La cual abastece de agua el territorio para todas las actividades económicas y de la población.

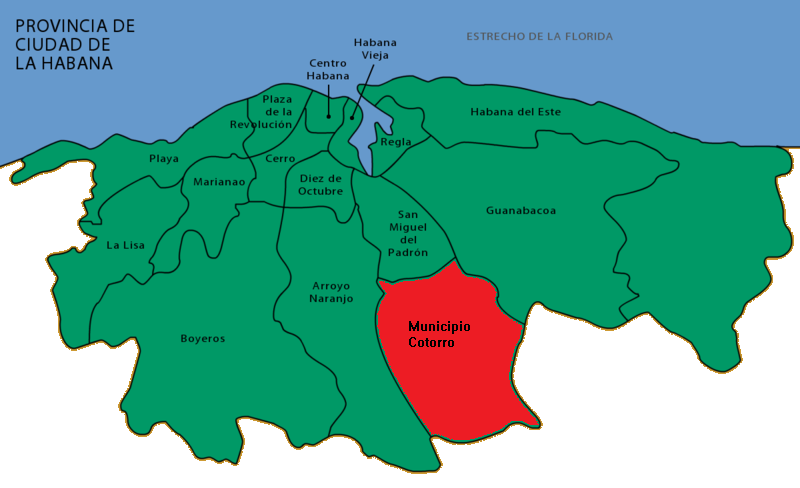
El cotorro en la provincia de La Habana

## Población
La población del municipio comprende aproximadamente 74 576 habitantes y la densidad poblacional es de 1135,1 hab/km²
El municipio está dividido en 6 Consejos Populares:
- Consejo Popular 1 San Pedro – Centro Cotorro
- Consejo Popular 2 Santa María del Rosario
- Consejo Popular 3 Lotería
- Consejo Popular 4 Cuatro Caminos
- Consejo Popular 5 Magdalena – Torriente
- Consejo Popular 6 Alberro

## Economía
Con la Revolución en el poder los profundos cambios que se dan a escala nacional, tienen también su repercusión en la localidad, desde el mismo día del triunfo, comenzando así la gran obra que se refleja en la aplicación de las leyes revolucionarias como fueron la nacionalización de las empresas y la aplicación de la Primera Ley de Reforma Agraria, que posibilitó al Cotorro ser un territorio agroindustrial caracterizado por un constante ascenso en el orden económico y social. Es considerado uno de los municipio más industrializados del país.
Prueba de este desarrollo lo constituyen centros como:
- Empresa Siderúrgica José Martí - "Antillana de Acero": Actualmente produce alrededor de 200 000 toneladas de acero al año y es la fábrica insigne de la industria metalúrgica en el país y la de mayor importancia en el Cotorro. Se dedica a la creación de barras de acero corrugado, acero al carbono, palanquillas, planchuelas, vigas, angulares de diferentes diámetros y cabillas de infinidad de calibres.
- Fundición Vulcano
- Cervecería "Guido Pérez" , antigua Cervecería Modelo "Hatuey"
- Centro de Investigaciones para el Mejoramiento Animal de la Ganadería Tropical.
- Empresa Complejo Lácteo de La Habana
- Empresa Mixta Coralac
- Empresa de Antibióticos "8 de marzo"
- Empresa de la Goma "UEB Conrado Piña Díaz"
- Empresa "Julio Antonio Mella"
- Empresa Solgraf.
- Empresa La Española (Jamonera)
- Moralitos – Planta Láctea
- Recapadora Manuel Malmierca.
- Empresa de Autopartes Aulet y Casals.
- Empresa de Fundiciones DUFE
- Establecimiento Elpidio Benavides
- Ecomet Luís Ruiz Pallarés
- ECOMMI
- SERVINDUSTRIA
- TECNOIND
- GLT - Gestión y Logística Tecnológica
- Oxi- Acero S.A,

entre muchas otras
Se avanza en el proceso de aplicación del Perfeccionamiento Empresarial, liderado por la Empresa de la goma "Conrado Piña"; además, otros 22 centros se encuentran en diferentes fases de ese sistema.
El municipio cuenta, en la esfera agropecuaria, con granjas de cultivos varios, avícolas, pecuarias, Unidades Básicas de Producción Cooperativa (UBPC), Cooperativas de Créditos y Servicios (CCS), autoconsumos y organopónicos de alto rendimiento que representan más del 40% de la producción agrícola del territorio, siendo el de mayor entrega per cápita a la población de esta esfera.
De gran importancia es también el Centro de Investigaciones para el Mejoramiento Animal de la Ganadería Tropical -CIMA- que brinda su aporte al municipio y a todo el país.
Obras sociales de la Revolución como la construcción del Primer Anillo, la Autopista Nacional y la Autopista La Habana- Melena, ampliaron las vías de comunicación del territorio con el centro de la capital y con otros importantes centros e instituciones como Expocuba, el Jardín Botánico y el Zoológico Nacional.

## Transporte
El Cotorro cuenta con una cantidad de ómnibus distribuidos en dos Terminales uno de la línea principal "UEB Terminal Alberro" y otro de la línea alimentadora y Complementaria "UEB Terminal Cotorro":

#### Terminal Cotorro
- C1 Cotorro-Santa Amelia
- C2 Cotorro-Comunidad 1.º de Mayo
- A5 Cotorro-Parque de la Fraternidad
- A6 Cotorro-Alecrín
- A7 Cotorro-El Roble
- A9 Cotorro-Stago. de las Vegas
- A10 Cotorro-Ceguera
- A19 Cotorro-
- A21 Cotorro-Bar Cabaña
- A47 Cotorro-Hospital Hermanos Ameijeiras
- A53 Cotorro-La Palma

#### Terminal Alberro
- P2 Alberro-Vedado
- P7 Alberro-Parque de la Fraternidad

Además cuenta con otras Rutas de otras terminales como:
- A23 Gunabacoa-Santa María del Rosario
- A42 Gunabo-Alberro

y los llamados Ruteros con una trifa de 5.00 CUPque parten desde la Terminal Cotorro hacia:
- R2 Vedado
- R7 Parque de la Fraternidad
- RA10 La Ceguera

También se encuentran guaguas que van hasta el municipio San José en la Provincia Mayabeque, al igual que las conocidas máquinas de 20 pesos.

## Salud
La atención primaria a la población se ofrece a través de 108 consultorios del médico de la familia, el hospital psiquiátrico “Roberto Sorhegui” en el Cotorro, una posta médica en Santa María del Rosario y tres policlínicos.

## Educación
En la actualidad los residentes en el Cotorro cuentan con centros educacionales de diferentes niveles sin que sea necesario, como en años atrás, el traslado hacia la capital. Posee 24 escuelas primarias, 7 secundarias básicas, 4 politécnicos, 2 institutos preuniversitarios, 11 círculos infantiles, 6 jardines de la infancia y 5 centros de educación especial. De estos centros de la educación general existen cuatro centros de referencia: el círculo infantil “Antillanitos”, el seminternado de primaria “Renato Guitard Rosell”, la secundaria básica “2 de Diciembre y la escuela especial de retardo “Evelio Hernández”.

## Deporte
El municipio cuenta con 18 instalaciones deportivas entre las que se destacan tres estadios de béisbol y uno de fútbol llamado “El Palmar” , una piscina olímpica y cinco gimnasios destinados a diferentes modalidades deportivas (boxeo, esgrima, karate, etc)
Además cuenta con una de las escuelas de formación deportiva a nivel medio más importantes del país.

## Cultura
En la esfera cultural existen instituciones, proyectos y grupos artísticos de diferentes manifestaciones que ayudan a consolidar una cultura más integral.La Dirección Municipal de Cultura del Cotorro cuenta con varias instituciones culturales: 
- Casa de la Cultura Municipal
- Casa de Cultura de Santa María del Rosario
- Biblioteca Municipal Antonio Bachiller y Morales
- Biblioteca Popular de Alberro
- Galería de Arte Fernando Boada Martín

Las cuales fundamentan sus líneas de acción en la promoción artística y literaria, haciendo énfasis en el trabajo comunitario. También se encuentran en el territorio otras instituciones que no se subordinan a la Dirección Municipal, pero contribuyen a desarrollar el trabajo cultural del Municipio como el cine Paraná y la librería El Sol de Hoy.
El programa cultural del Municipio esta concebido a partir de las particularidades del territorio, sus condiciones de entorno y basados en la apreciación de los principios fundamentales que rigen la política cultural Cubana y que a su vez constituyen los fundamentos básicos de la promoción cultural en el país.
Entre sus tareas fundamentales está la de incrementar la participación sociocultural de la comunidad, a través de la integración institucional y agentes sociales, incrementar las relaciones internacionales y el turismo con la aplicación de proyectos culturales y otras acciones, preservación, restauración y promoción del patrimonio cultural, creación y promoción artística y literaria, perfeccionamiento de los instrumentos de gestión y control, perfeccionar la gestión laboral y salarial de los recursos humanos, desarrollar las relaciones públicas, la Informática, la información y divulgación de actividades artísticas y literarias, integrar al sistema de investigación del territorio el estudio sobre la problemática sociocultural de la comunidad. Fortalecer la actividad económica a partir de un mejor control y utilización de los recursos humanos, materiales, financieros y energéticos. Perfeccionar la preparación para la defensa y la protección física.
Tradiciones
- El tejido de guanikí.

El poblado de Cuatro Caminos, Consejo Popular que limita al suroeste con San José de las Lajas, se destaca por el desarrollo que en el mismo ha alcanzado una práctica artesanal: el tejido del guaniquiqui. El auge de esta tradición, favorecida por diferentes circunstancias históricas y socioeconómicas, se relaciona de forma muy especial con una fértil familia (los Calvo) que convive en esta localidad, desarrollada en cuatro generaciones.
Diversas características socioeconómicas favorecieron el surgimiento de esta vertiente de la artesanía en Cuatro Caminos: la difícil situación económica que vivió el país a partir de 1930, la disponibilidad del bejuco del guaniquiqui en la región, la situación geográfica del poblado, cercano a la Carretera Central y la posibilidad de un mercado: la propia población rural para el uso doméstico y la recogida de los productos agrícolas.
- La Fiesta de las Flores.

La tradición como aspecto de la vida cultural de un pueblo, que por su práctica se convierte en una costumbre, al ser habitual celebrarla en la misma fecha y con igual motivación.
El fundamento para la realización de esta fiesta no descansa, como algunos han pensado en una tradición de la época de los Condes de Casa Bayona, ya que en la revisión de documentos relativos al siglo XVIII se han encontrado que desde 1733, año de fundación de la Ciudad, fueron aprobadas las celebraciones anuales y todas tenían carácter religioso.
La celebración de la Fiesta de las Flores descansa en la antiquísima celebración del advenimiento de la primavera, estimulada por alguno de los Patronatos de Fomento Local que existieron en Santa María del Rosario y que tenían entre sus objetivos el mejoramiento social, de ahí la venta de papeletas mediante la compra de flores.
Es muy probable que la venta de flores por esta vía, en especial este primer domingo de mayo, dedicado a la Virgen del Rosario, Patrona de la Ciudad, persiguiera un noble fin comunitario.
En la Fiesta de las Flores se celebran varias actividades tradicionales en las que compiten los pobladores del territorio, entre ellas encontramos:
- El Vals de las Flores, en el participan jóvenes muchachas seleccionándose la Reina de las Flores.
- Evento la Flor de Cristal, en el que los habitantes del territorio presentan arreglos florales y el mejor es premiado con la Flor de Cristal.
- El puerco encebado, consiste en soltar un pequeño puerquito untado con cebo, el que logre agarrarlo gana la competición.
- El Palo encebado, consiente subir hasta la punta de un palo untado con cebo, el ganador es el que logre subir hasta el lugar más alto. El hecho cierto es, que aun siendo del siglo XX es una tradición local que ha cambiado algo su forma de realización.
- La Peña Campesina Juanito Benavides, expresión de la Cultura Popular Tradicional.

La Peña Campesina es un género de gusto popular en un sector de la población del municipio Cotorro, donde las tradiciones y costumbres campesinas gozan de amplia aceptación.
Presentar la Peña Campesina como cultura popular del territorio exige acercarnos a su historia que data de 1962. Esta iniciativa no ha estado exenta de los azares de la evolución, así transitó por un local en el Reparto Lotería, por el local del sindicato de la Textilera Facute, sitio en el que radica hoy día la Biblioteca Municipal, hasta llegar a su residencia permanente de los últimos 20 años en la Casa de Cultura Municipal, donde cada jueves a las 8.00pm tiene su espacio acostumbrado.

### Iglesias Bautistas
En el Cotorro existen diez iglesias bautistas, 9 de ellas pertenecen a la Convención Bautista de Cuba Occidental, una a la Convención Bautista de Cuba Oriental. 
Las iglesias bautistas de Cuba occidental son: 
Iglesia Bautista "Ebenezer" del Cotorro (1930),214 miembros en 2017, pastor, Pbro. Carlos Sebastián Hernández Armas y su esposa Olga Esther Quintana Peña.
Las Delicias (1951), 130 miembros en 2016, pastor, Pbro. Jorge Armenteros Sáez. Único "pastor" de todos los demás que no es graduado del Seminario Teológico Bautista de La Habana, llegó a su puesto por petición de su congregación a la CBCOcc la cual lo ordenó para el ministerio. Y se ha superado autodidacta mente.  El Pastor emérito de dicha congregación fue el Rev. Armando Dacosta quien llevó a la misma a un avivamiento único e irrepetible.
Villa Rosa (1958), 153 miembros en 2016.
Santa María del Rosario (1993), 57 miembros en 2016, pastor, Pbro. Joaquín Díaz Collada.
Loma de Tierra (1997), 63 miembros en 2016, pastor, Pbro. Mijail Leonardo Flores Hernández.
Cuatro Caminos (2007), 27 miembros en 2016.
Las Brisas (2008), 100 miembros en 2016, pastor, Pbro. Francisco William Avilleira Roche.
Lotería (2014). 20 miembros en 2016, pastor, Pbro. Fernando Flores.
La Iglesia Bautista "Ebenezer" del Cotorro fue la primera iglesia evangélica del territorio. Esta iglesia comenzó el 19 de junio de 1930. Ese día el Dr. Moisés Natanael Mc Call y el pastor Renato Alfonso comenzaron el trabajo predicando por las casas. La iglesia fue organizada el 10 de diciembre de 1940 y el templo actual se inauguró en 1945. Han sido pastores de esta iglesia los presbíteros Fernando Santana, Hilario Valdés, José Manuel Sanches, Obed Millan, Antonio Hernández Loyola, Heberto Becerra, Lázaro Cuesta, Rafael Hernández Bermúdez y Carlos Sebastián Hernández Armas. Su actual pastor, Carlos Sebastián, es en el presente (2017) Secretario General y miembro del Comité Ejecutivo de la Junta Directiva de la Convención Bautista de Cuba Occidental, de la que, además es el Historiador. También es Carlos Sebastián, Director de la Especialidad de Ministerio Pastoral y profesor del Seminario Teológico Bautista de La Habana.
La iglesia bautista Oriental es pastoreada por el Rev. Enio Navarro.

## Curiosidades históricas
- La zona de Santa Amelia en el Cotorro, es el único lugar de la provincia de La Habana en la que ambos jefes libertadores (Antonio Maceo y Máximo Gómez) estuvieron, aunque en fechas distintas.
- Cuatro Caminos y parte de la carretera de Managua fue la utilizada por el Titán de Bronce para el combate de Jucaro y por el Comandante Ernesto Che Guevara con su caravana hacia la fortaleza de la Cabaña.
- El Cotorro fue el primer pueblo de la actual provincia de La Habana liberado por el Ejército Rebelde y por donde pasó la Caravana de la Libertad el 8 de enero de 1959, conducida por el Comandante en Jefe Fidel Castro y los Comandantes Camilo Cienfuegos, Ernesto Che Guevara y Juan Almeida.
- En el reparto San Pedro vivieron hasta días antes del asalto a los cuarteles Moncada y Carlos Manuel de Céspedes ellos son Ernesto Tizol y Mario Martínez Arará.
- Las células del Movimiento 26 de Julio del municipio Cotorro, tuvieron una destacada participación en muchas luchas contra la dictadura de Batista, como fueron diferentes sabotajes y paros laborales en apoyo al desembarco del yate Granma el 2 de diciembre de 1956 y por la muerte de Frank País, sobre todo en la antigua Cervecería Modelo, hoy Cervecería “Guido Pérez”.
- El hecho histórico de mayor trascendencia en el municipio fue la Huelga General del 9 de abril de 1958, a la que se sumaron todos los centros laborales, con la costosa perdida de los jóvenes revolucionarios Guido Pérez Valdés, Efraín Mayor, Luis Ruiz Pallarés, Manuel Pérez Blanco, y días después de Gervasio Cabrera y Luis Brito.